# Young, Fly & Flashy, Vol. 1
Young, Fly & Flashy, Vol. 1 es el tercer álbum de estudio del rapero y productor Jermaine Dupri, el cual salió a la ven el 19 de julio del 2005, alcanzó la posición 43 en la lista de las Estados Unidos. Los principales singles fueron "Gotta Getcha" y "I Think They Like Me". Hasta el momento es el último álbum de estudio que ha lanzado JD.

## Lista de canciones
| #  | Título                                       | Productor      | Colaborador                                       | Duración |
| -- | -------------------------------------------- | -------------- | ------------------------------------------------- | -------- |
| 1  | "I'm Hot"                                    | Jermaine Dupri | Young Capone, Daz Dillinger & T-Roc               | 3:54     |
| 2  | "Gotta Getcha"                               | Jermaine Dupri | Johnta Austin                                     | 2:50     |
| 3  | "Kodak Moment (Remix)"                       | Jermaine Dupri | Kavious & Bun B                                   | 4:19     |
| 4  | "Oh, I Think They Like Me (So So Def Remix)" | Jermaine Dupri | Dem Franchize Boyz, Da Brat & Bow Wow             | 4:43     |
| 5  | "So What"                                    | Jermaine Dupri | Kato                                              | 3:53     |
| 6  | "Throw'd Off"                                | Jermaine Dupri | T. Waters                                         | 3:49     |
| 7  | "Just to Fight"                              | Jermaine Dupri | Pastor Troy                                       | 3:41     |
| 8  | "Grown Man"                                  | Jermaine Dupri | Tórica, Miss B.F. & Miss B                        | 3:47     |
| 9  | "10 Toes"                                    | Jermaine Dupri | The Kid Slim, Daz Dillinger, J-Kwon & Stat Quo    | 3:38     |
| 10 | "Put Cha Hands Up"                           | Jermaine Dupri | KP & Envyi                                        | 3:05     |
| 11 | "Young, Fly & Flashy" (Bonus Track)          | Jermaine Dupri | Young Capone, Midnight, Champagne Shawty & C-Dirt | 6:58     |

## En las listas
| Nombre                 | Posición |
| ---------------------- | -------- |
| Billboard 200          | # 43     |
| Top R&B/Hip-Hop Albums | # 12     |

## Sencillos

### Gotta Getcha
| Lista                            | Posición |
| -------------------------------- | -------- |
| Hot R&B/Hip-hop Singles & Tracks | # 31     |
| Hot Rap Tracks                   | # 15     |
| Rhythmic Top 40                  | # 20     |
| Billboard Hot 100                | # 60     |
| Pop 100                          | # 72     |

### Oh, I Think They Like Me
| Lista                                | Posición |
| ------------------------------------ | -------- |
| Finnish Singles Chart                | 33       |
| New Zealand RIANZ Singles Chart      | 4        |
| U.S. Billboard Hot 100               | 15       |
| U.S. Billboard Pop 100               | 34       |
| U.S. Billboard Hot R&B/Hip-Hop Songs | 1        |
| U.S. Billboard Hot Rap Tracks        | 1        |
| U.S. Billboard Hot Digital Songs     | 31       |
| U.S. Billboard Rhythmic Top 40       | 7        |